# Distrikt San Juan (Lucanas)
Der Distrikt San Juan liegt in der Provinz Lucanas in der Region Ayacucho in Südzentral-Peru. Der Distrikt wurde am 29. August 1921 gegründet. Er besitzt eine Fläche von 46,9 km². Beim Zensus 2017 wurden 1023 Einwohner gezählt. Im Jahr 1993 lag die Einwohnerzahl bei 685, im Jahr 2007 bei 1233. Sitz der Distriktverwaltung ist die 3282 m hoch gelegene Ortschaft San Juan (auch San Juan de Lucanas) mit 508 Einwohnern (Stand 2017). San Juan liegt 9 km nordwestlich der Provinzhauptstadt Puquio.

## Geographische Lage
Der Distrikt San Juan liegt im Andenhochland zentral in der Provinz Lucanas. Der Río San José, ein rechter Nebenfluss des Río Acarí, fließt entlang der südwestlichen Distriktgrenze nach Südosten.
Der Distrikt San Juan grenzt im Süden an den Distrikt San Cristóbal, im Westen an den Distrikt Lucanas sowie im Osten an den Distrikt Puquio.

## Ortschaften
Im Distrikt gibt es neben dem Hauptort folgende größere Ortschaften:
- San Juan de Utec (345 Einwohner)